# Hekatonchejrowie
Hekatonchejrowie (także sturęcy; gr. Ἑκατόνχειρες Hekatóncheires, łac. Hecatoncheires, Centimani ‘Sturęcy’) – w mitologii greckiej synowie Gai i Uranosa; 3 olbrzymi o stu rękach i pięćdziesięciu głowach. Razem z cyklopami wrzuceni przez ojca do Tartaru. Należą wraz z cyklopami do jednego pokolenia. Brali udział w tytanomachii po stronie Zeusa.
- Ajgajon (Aigaion, Aegaeon) zwany Briareos (Briareus)[2]
- Kottos (Cottus)
- Gyges (Gyes, Gyjes)